# Notommata apochaeta
Notommata apochaeta är en hjuldjursart som beskrevs av Myers 1933. Notommata apochaeta ingår i släktet Notommata och familjen Notommatidae. Inga underarter finns listade i Catalogue of Life.